# Cerizay
Cerizay é uma comuna francesa na região administrativa da Nova Aquitânia, no departamento de Deux-Sèvres. Estende-se por uma área de 18,55 km². Em 2010 a comuna tinha 4 835 habitantes (densidade: 260,6 hab./km²).